# وادي فاطمة
وادي فاطمة يسمى قديماً بـ (بطن مرّ) و (مر الظهران) وادٍ كبير من أودية تهامة يقع في منطقة مكة المكرمة بالمملكة العربية السعودية، يبلغ طوله 210 كم ومتوسط انحداره 7 م / كم، ويجري الوادي من الشرق إلى الغرب، بادئاً من أعالي السراة قرب الطائف ليصب في الخمرة الواقعة جنوب جدة، وهو واد خصب وفير الماء وبه العديد من القرى أهمها الجموم، وقد أقيم بالوادي سد ضخم في عام 1405هـ هو سد وادي فاطمة وكان اسمه في الجاهلية وادي مر الظهران وكان من ديار قبيلة عك ثم خرجت منه وسكنته قبيلة خزاعة وبني الدئل بن بكر من قبيلة كنانة، من أهم روافده وادي الشامية ووادي الضريبة.

## سبب تسميته القديمة بوادي مر الظهران
سمي الوادي قديما ًبوادي مرّ الظهران وسبب هذه التسمية ذكره البكري في معجمه بقوله: (وقال كثيّر عزة سميت مرّا لمرارتها)
وهناك تعليلات أخرى ومن ذلك قول أبو غسان:(سميت ذلك لأن في بطن الوادي بين مر ونخلة كتابا بعرق من الأرض أبيض: هجاء مر، إلا أن الميم غير موصولة الراء).

## سبب تسميته الحديثة بوادي فاطمة
سمي الوادي باسم وادي فاطمة في القرن العاشر الهجري وقد اختلف المؤرخون في سبب ذلك ولكنه نُسب إلى خمس فواطم ذكرها المؤرخون الأوائل وهن:
1. فاطمة بنت سعد بن سيل بن زهران بن الأزد أم قصي بن كلاب القرشي وهي إحدى الفواطم اللائي ولدن النبي محمد صلى الله عليه وسلم من جهة أجداده.
2. فاطمة بنت رسول الله صلى الله عليه وسلم.
3. فاطمة الخزاعية «الطبيبة»
4. فاطمة بنت الشريف أمير مكة ثقبه بن رميثة، وكان الشريف أحمد بن عجلان تزوجها في 770هـ وولدت له محمداً الذي ولي بعده إمرة مكة. ومات عنها فتزوجها الشريف علي بن عجلان سنة 790هـ، ومات عنها فتزوجها الشريف حسن بن عجلان. وكانت كثيرة الرئاسة والحشمة واليسار ملكت عقاراً كثيراً جداً بوادي مر وغيره، معظمة عند الناس، تقري الأضياف وإن كثروا وتكرمهم، وتحسن إلى النازلين عندها، وأوصت لمعتقاتها بأصيلة حسنة وغير ذلك، وتوفيت في 28 رمضان سنة 827هـ، ودفنت بالمعلاة وقد بلغت السبعين أو قاربتها، ولم تخلف بعدها مثلها في الرئاسة والحشمة.[4][5]
5. فاطمة الطبرية: فاطمة بنت عبد الواحد بن محمد بن أحمد الطبرية المتوفاة سنة (881هـ).

ويشير بوضوح الفاسي إلى اسم (وادي مر) ما يعني أن تسميته بوادي فاطمة لم تكن معروفة زمن الفاسي ولو كانت معروفة لذكر هذه التسمية وربما قال وينسب الوادي إليه. فمعلوم أن الفاسي كان يمتلك منهجا علميا قويا ودقيقا في الترجمة، ونخلص إلى استنتاج واضح أن الوادي كان معروفا بمر الظهران ولم يعرف بوادي فاطمة زمن تقي الدين الفاسي المتوفى عام 832هـ ولو نسب إليها لشاع زمن تقي الدين الفاسي ولأثبته في بلدانياته كما أشرت، أما جار الله الهاشمي صاحب حسن القرى المتوفي سنة 954هـ فقد سمع بتسمية وادي فاطمة من أكابر بعض الحجاج كما ذكر في حسن القرى واستغرب هذه التسمية لأنها كانت غير معروفة بمكة أي أن التسمية كانت موجودة على الأقل بالوادي نفسه نقلها الحجاج ولكنه أنكرها بمكة ولم ينكرها بالوادي ولهذا أصر أن يسميه دوما وادي مر الظهران طوال بلدانيته حسن القرى واستبعد وادي فاطمة، وهذا لا ينفي التسمية بل من يؤكد وجودها ولو على نطاق ضيق وهنا نستطيع أن نذهب في اطمئنان أن ظهور التسمية ما بين وفاة الفاسي 832هـ ووفاة الهاشمي 954هـ فخلال هذه المدة برزت التسمية وتزيد المدة عن قرن.
وكما سبق الذكر أن نسبة الوادي إلى أي الفواطم خلاف تاريخي لم يُحسم، ففاطمة بنت سعد الخزاعية أم قصي؛ استبعد الباحثون نسبة الوادي إليها؛ لعدم ذكر المصادر التاريخية المكية القديمة لهذه التسمية.
والنسبة إلى فاطمة بنت رسول الله صلى الله عليه وسلم أيضاً استبعدت؛ لعدم ثبوت سكناها بهذا الوادي.
وهناك فاطمة أخرى خزاعية أيضا كانت حاذفة بالطب والتداوي ذكرها الشريف محمد بن منصور في كتابه العيون في الحجاز يقول: (وتزعم العامة أن فاطمة التي أضيف إليها الوادي وعرف بها هي امرأة من خزاعة كانت تسكن ناحية منه وكانت طبيبة حاذقة يأتيها الناس للتداوي عندها فشاع ذلك عنها وبعد صيتها في تهامة فعرف الوادي بها وأضيف إليها) ص105 ولم يعثر لها على ترجمة يمكن الاستناد عليها
وذكر الشريف محمد بن منصور أن التسمية لفاطمة بنت الشريف ثقبة بن رميثة وذكر أنها كانت امرأة ذات فضل وجود ويميل الدكتور السرياني لهذه النسبة أيضا بقوله: «وهي من الأشراف سكان الوادي وقضت شطرا كبيرا من حياتها فيه مما يجعلنا نميل إلى الاعتقاد بأنها ربما تكون هي التي أعطت هذا الوادي اسمه الحالي -وادي فاطمة-».
ويلقي الأستاذ عاتق البلادي الضوء على سبب تسميته بوادي الشريف فيقول: إن الشريف أبا نمي «الثاني» الذي ولي مكة ستين سنة (932-992هـ) قد امتلك جل وادي مر الظهران. فخلف ثلاثة أبناء منهم الشريف بركات، جد الأشراف ذوي بركات، وأن نصيب بركات كان من (الدخان) إلى حداء. ولهذا سمته البادية بوادي الشريف، ولا يزال جل هذا الوادي عند الأشراف ذوي حسين وذوي عبد الكريم وهما أبناء بركات.
أما فاطمة الطبرية التي ذكرها عبد العزيز الرفاعي في العرب بقوله: (كانت هذه المحدثة تقضي أياما في وادي مر في مزرعة لها وان ذلك الوادي على مرور الايام عرف بها فأطلق عليه وادي فاطمة) نقلا عن العرب ج8 السنة السادسة فربما هي: (فاطمة بنت عبد الواحد بن محمد بن أحمد الطبرية المتوفاة سنة 881 هـ) وقد مال لهذا القول بدر بن ستير اللحياني، خاصة أن تاريخ وفاتها يتوسط تلك المدة التي حصرها في مقاله.
وقد ذكر الرحالة بوركهارت  يصف فيه الوادي وسكانه: «المجرى الأوسط لوادي فاطمة لهذيل وحدهم، وعلى المجرى الأعلى للوادي تبدأ قبيلة حرب مرة أخرى بعد أن انسحب أمامهم نحو الشرق السكان القدامى هم عتيبة».

## مكتشفات أثرية
تبدأ المنطقة الاستيطانية لوادي فاطمة من جبال الدرع شمال مكة المكرمة وتمتد تجاه الجنوب الغربي نحو سهل تهامة الساحلي بمحاذاة البحر الأحمر وقد كشفت نتائج المسوحات الأثرية لاثنين وثلاثين موقعًا أثريا عن أدوات حجرية تعود للفترة الآشولية يبلغ عددها 2227 أداة ذات أحجام مختلفة و أغراض متنوعة مثل فؤوس يدوية و كريات حجرية و أدوات مختلفة الأوجه و أدوات صغيرة مثل الأزاميل و المكاشط والمثاقب وهي تتشابة إلى حد كبير مع تلك الأدوات الحجرية المعثور عليها في موقع صفاقة الأثري في الدوادمي، مما يشير إلى أن تاريخها يعود إلى العصر الآشولي الأوسط. 
تم تصنيف المواقع الآشولية في المنطقة إلى ثلاث مجموعات وفقًا لنوعية القطع ووظائفها كالتالي:
1. المجموعة الأولى : مواقع إعداد الطعام و صناعة الأدوات الغير حجرية: عثر في موقع كبير يبلغ مساحته 12,000 كم مربع على بعد 5 كم شمال بحرة على 29 قطعة أثرية آشولية حيث وجد أن 48% من القطع تمثل سواطير و 35% تمثل مكاشط.
2. المجموعة الثانية : مواقع صناعة الأدوات الحجرية و أعمال الذبح والسلخ: عثر في شمال وادي فاطمة على خمسة مواقع آشولية تضم نسبة عالية من الرقائق والنويات الحجرية و مكاشط و أدوات ذات ثلب عميق و مشحوذ و سكاكين و مثاقب و أدوات ثنائية الوجه و قرصية الشكل و فؤوس و مفارم.
3. المجموعة الثالثة : صناعة الأدوات وجمع النباتات: عثر في موقعين في وادي فاطمة على معاول ومكاشط مما يدل على ممارسة جمع النباتات.

دلت الآثار المكتشفة إلى أن إنسان منطقة وادي فاطمة استمتع بماء وفير و ظروف طبيعية و مناخية ملائمة . حيث امتاز الوادي بالجريان الدائم من مصبه حتى ساحل البحر الأحمر مع وجود نهيرات دائمة ومتدفقة ونشأت حوله غابات كثيفة .